# میخائل فانتاورنهاوت
میخائل فانتاورنهاوت (انگلیسی: Michael Vanthourenhout؛ زادهٔ ۱۰ دسامبر ۱۹۹۳) دوچرخه‌سوار اهل بلژیک است.
وی در مسابقات کشوری و بین‌المللی در مجموع برندهٔ ۱ مدال طلا، ۲ مدال نقره شده‌است.